# Panisea yunnanensis
Panisea yunnanensis är en orkidéart som beskrevs av Sing Chi Chen och Zhan Huo Tsi. Panisea yunnanensis ingår i släktet Panisea och familjen orkidéer. IUCN kategoriserar arten globalt som starkt hotad. Inga underarter finns listade i Catalogue of Life.